# Шихазаны (Шихазанское сельское поселение)
Шихаза́ны (чув. Шӑхасан) — село в Канашском районе Чувашской Республики. Административный центр Шихазанского сельского поселения.

## География
Находится в центральной части Чувашии, на левом берегу реки Малый Цивиль на расстоянии приблизительно 8 км к северо-западу от районного центра города Канаш у автомагистрали А-151.

## История
В Научном архиве Чувашcкого Государственного гуманитарного института имеется извлечение из архива (летописи) Шихазанской церкви Канашекого района, сделанное чувашским этнографом Н. В. Никольским. В извлечениях записано об истории возникновения села Шихазаны Канашского района ЧР: "По покорении Казани Ивана IV (Грозного) здешняя местность, лесистая, в то время почти необитаемая, как раз удовлетворяла желания чуваш, и потому многих из них привлекла к себе. Из этих людей, пришедших из пределов Казанского царства, говорят, и составилось село Шихазаны.
В писцовой книге Свияжского уезда 1565—1567 годов упоминается займище Шизганданово / Шугозданово. Это можно считать первым упоминанием села.
Книги Свияжскаго уезда поместные письма и меры Никиты Васильевича Борисова, да Дмитрия Андреева сына Кикина с товарищи лета 7073-го и лета 74-го в Свияжском уезде Государева Царя и великаго Князя села и пустоши, которые по Семенову писму Нармонскаго были дворовые лета 7071-го году.

Да к той же деревни к Кошлоушу по конец полян у чистаго поля подле речьки Чертонлы по верьх чертонлскаго болота на Кошлоушской стороне пашни добрые земли 4 чети, да перелогу около пашни на чистом диком поле 20 четей в поле, а в дву потому ж, сена подле речки к болоту вниз и подле болота до речки до Кошлоуша 200 копен, да у чистаго поля подле речки Кошлоуш 300 копен, да в другом месте, в верьх по речке по Щучьке по Чертанлу выше деревни Кошлоуша под лесом пашни добрые земли 2 чети в поле, а в дву потому ж, сена 20 копен, а пахали те обои земли и сена косили чебоксарскаго уезду чуваша Кошенчу, да Хидырба Кашесгатан (Дашесгатан) с товарищы. Сильно перелезши за речку за Чертонл и через болото к Чебоксарскому уезду своим к старым землям зашед за леса к новому Шизганданову займищу, что от Кошлоуши за рекою за Чертанл Щучкою и в перед тем обои пашни пахати к деревни к Кошлоушу.
Далее в этом же документе:
Книги Свияжскаго уезда межевые письма и дозору у Никиты Васильевича Борисова, да Дмитрия сына Андреева Кикина с товарищи лета 7073-го и 74-го году.

Учинена межа Свияжскаго уезда оброчной земли деревни Кошлоуша Большого Мордовскаго, что в поместье за дьяком за Иваном за Безсоновым с чебоксарскою землею с черными лесы и с новым чувашским займищем Шугоздановым и с луги чувашскими от речьки от Путуша меж Кошлаушскаго поля и меж чувашских покосов врагом черным ручьем в верьх к лесу да лесом с верьховья врашка прямо меж Свияжской и Чебоксарской земли к речьке к Чертанли Щучьке, а рекою Щучкою меж Кошлоушевскою земли и меж чувашскаго займища лесом вниз до чертанлыкого болота, и тут речька разошлась по болоту, а болотом до речьки до Колмеваша, направе земля Свияжского уезду поместные деревни Кошлоуша, а налеве земля покосы и лес и займище чувашские чебоксарскаго уезда.
Известно с 1719 года, когда здесь было учтено 62 мужчины. В 1747 году учтен 51 мужчина, в 1761 — 22, в 1795 — 31 двор, 190 жителей, в 1858—365 жителей, в 1897—637, в 1926—216 дворов, 1097 жителей, в 1939—1690 жителей, в 1979 — 3000 человек. В 2002 году было 1082 двора, в 2010—1096 домохозяйств. В 1929 образован колхоз «Красный Октябрь», в 2010 году действовал СХПК им. Кирова. Имеется действующая церковь Казанской иконы Божией Матери (1792—1935, с 1991). С 1935 по 1956 год село являлось центром Шихазанского района.
Под непосредственным влиянием всероссийскоо рынка в селе Шихазаны открылся торжок (базар) в 1703 году (ЦГА ЧАССР, фонд 1, опись 1, дело 1, л.21). В 1796 году в экономическом описании уезда указывается, что «базар бывает каждую неделю по пятницам, на которую приезжают из города Чебоксары купцы и мещане с мелочными, щепетильными товарами, а из ближних селений с хлебом и другими крестьянскими припасами» (ЦГА, ЧACСP, фонд 206, опись 4, дело 6). Так, с. Шихазаны стало торгово-ремесленным центром нашего края.
Церковь в Шихазанах была построена в 1729 году, до начала массового крещения чувашей. По ее местонахождению селу присвоили церковное имя, и село стало называться с. Никольское Шихазаново, а окрестное чувашское население его называло по-местному — Шихазаны. Кстати, до 1620 года местонахождением Шихазан был овраг «Кив пурт сирми» на реке восточнее дер. Сиделево. В 1620 году часть населения переселялась, по утверждению чувашского этнографа. Н. В. Никольского, в нынешний Комсомольский район и основали там Степные Шихазаны. Другая часть переселялась на реку Швиякшу (это западная часть нынешнего села Шихазаны). Русское население жило в восточной части, (НА ЧНИИ, отд. 1, том 197, С. 10).
2 ноября 1819 года священник Я. Д. Каменский при содействии ректора Казанского университета Н. И. Лобачевского открыл в Шихазанах церковно-приходскую школу. Эта школа стала первой на территории района.
В 1838 году здесь установлен второй полицейский стан уезда, чтобы приблизить полицию к крестьянам и следить за настроением простых людей, за сбором налогов и ругу (подать) для попов, разгонять сборища язычников у киреметей и налагать различные штрафы. Так, с. Шихазаны стало превращаться в политико-административный центр волости.
В 1873 году открыли больницу на 20 коек.
В 1912 по 1927 г.г. с. Шихазаны было волостным центром, а с 1935 по 1956 г.г. — районным центром.

## Этимология
Название происходит от чувашского слова Шăхасан в переводе Шиповниково или от искаженного Çăкасан — Липовое, но есть те кто ошибочно утверждает что слово происходит от тюркского слова Шиха́н — одиночная гора (сопка).

## Население
| 2002 | 2010  | 2012  |
| ---- | ----- | ----- |
| 3089 | ↘2997 | ↗2998 |

Национальный состав: чуваши — 89 % (2002 г.).